# Bérgyilkos a szomszédom
A Bérgyilkos a szomszédom (eredeti cím: The Whole Nine Yards) 2000-ben bemutatott amerikai bűnügyi filmvígjáték, melyet Jonathan Lynn rendezett. A főbb szerepekben Bruce Willis és Matthew Perry látható.

## Cselekmény
Nicholas Oseransky egy Montréalban élő és működő, depressziótól szenvedő amerikai fogorvos. Felesége ki nem állhatja, szívesebben látná holtan, akárcsak anyósa. A két nő boldogan éldegélne tovább Oz életbiztosításából.
Jimmy „Tulipán” Tudeski, egykori bérgyilkos költözik a szomszédságukba „Jimmy Jones” álnéven, miután tanúskodott a Gogolak banda ellen, és letöltötte börtönbüntetését. Rövidesen barátságba kerül Ozzal, ám a tutyimutyi fogorvos bizonytalan abban, hogy Jimmy nem ölné-e meg egy adott pillanatban, ha elegendő pénzt kínálnának neki. Kételyeire hamarosan választ kaphat: felesége Chicagóba küldi, hogy dobja fel a maffiának Jimmyt, és gyűjtse be az információért járó jutalmat.
Mindeközben a nő Jimmyt is értesíti Oz kiruccanásáról, így a bérgyilkos is dél felé veszi az irányt. Nemsokára feltűnik a színen még egy hírhedt gengszter, Füge Frankie, Oz asszisztense, Jill, Jimmy exe, Cynthia, meg egy idióta ügynök, és kezdetét veszi az őrült leszámolás, amiben semmi és senki sem az, aminek látszik…

## Szereplők
| Szereplő                         | Színész               | Magyar hang         |
| -------------------------------- | --------------------- | ------------------- |
| Jimmy "Tulipán" Tudesky          | Bruce Willis          | Dörner György       |
| Nicholas "Oz" Oseransky          | Matthew Perry         | Széles László       |
| Jill                             | Amanda Peet           | Tóth Auguszta       |
| Franklin "Füge Frankie" Figueroa | Michael Clarke Duncan | Vass Gábor          |
| Cynthia Tudeski                  | Natasha Henstridge    | Ősi Ildikó          |
| Jani Gogolak                     | Kevin Pollak          | Józsa Imre          |
| Sophie Oseransky                 | Rosanna Arquette      | Für Anikó           |
| Steve Hanson különleges ügynök   | Harland Williams      | Kálloy Molnár Péter |

## Érdekességek
- A forgatás alatt Bruce Willis elvesztett egy Matthew Perry-vel kötött fogadást, így ingyen és bérmentve kellett szerepelnie a Jóbarátokban.[2]
- A forgatókönyv eredeti változatában a helyszín Florida volt Montréal helyett.[2]
- Ez az első olyan, élvonalbeli hollywoodi produkció, melyet úgy forgattak Montréalban, hogy ott is játszódik.[2]
- A három lány, akik elfutnak Oz és Jimmy között, mikor a virágárusnál állnak, Bruce Willis gyerekei.[2]
- Mikor Oz először ismeri fel Tulipán Jimmyt, számos újság címlapja villan fel a vásznon. Köztük akad olyan, melyen Bruce Willis a Még drágább az életedben, illetve A Sakálban szerepel.[2]
- A filmben használt két ház lakói 50 000 dollárt kaptak, amiért egy hónapra elhagyták otthonukat.[2]
- A Volkswagen megkereste a készítőket azzal, hogy hozzájárulnának a finanszírozáshoz, amennyiben az új Beetle szerepelhet a filmben, férfi által vezetve. Ez a kikötés azért állt, mert a típus iránt nők amúgy is nagy számban érdeklődnek. Mivel Sophie (Roseanne Arquette) karakteréhez kifejezetten passzolt a gépkocsi, az alkotók úgy döntöttek, ő fogja használni, még ha a Volkswagen így nem is támogatja a produkciót.[2]